# Nicolás Maduro Guerra
Ne doit pas être confondu avec Nicolás Maduro.
Nicolás Maduro Guerra, né le 21 juin 1990, est un homme politique vénézuélien et le fils unique de Nicolás Maduro, président de la République depuis 2013.

## Biographie
Nicolás Maduro Guerra est né au Venezuela le 21 juin 1990. Il est le fils d'un premier mariage de Nicolás Maduro avec Adriana Guerra Angulo.
Sa carrière politique commence en 2013, après l'accession à la présidence du Venezuela de Nicolas Maduro  celui-ci désigne alors son fils, âgé de 23 ans, à la tête d'une commission afin d'inspecter les actions du gouvernement. Nicolás Maduro Guerra explique qu'il rapporte « tout, tout, tout » ce qu'il voit à son père, il est particulièrement attentif à la  corruption et la bureaucratie excessive.
Joueur de flûte traversière, il réalise en 2014 un disque pour célébrer les fêtes de Noël. Sa nomination comme directeur de l’École de cinéma, a « scandalisé » le monde de la culture. Il assure aussi la direction du festival de musique Suena Caracas qui se tient en décembre.
Lors de l'élection de l'assemblée constituante de juillet 2017, il en est élu membre.

## Népotisme
Diosdado Cabello, s'est irrité des accusations de népotisme concernant Nicolás Maduro Guerra mais aussi la fille d'Hugo Chávez, María Gabriela Chávez, désignée représentante du Venezuela à l’ONU : « Quelle honte que le comportement de l’opposition ! Ils attaquent “Nicolasito” et María Gabriela, ils s’en prennent à nos familles. C’est ça la droite. C’est une forme de fascisme, ils n’ont aucun respect pour la famille ».